# Marie Nielsen
Marie Nielsen, född 23 december 1875, död 4 april 1951, var en dansk kommunistisk politiker aktiv inom Komintern. Hon uteslöts 1928 ur det danska kommunistpartiet för att ha försvarat Trotskij. Hon släpptes in i partiet 1932 igen, men uteslöts ånyo 1936.
Tillsammans med Inger Gamburg grundade hon studieförbundet Arbejderkvindernes Oplysningsforbund 1925.